# Paradelia lundbeckii
Paradelia lundbeckii är en tvåvingeart som först beskrevs av Ringdahl 1918.  Paradelia lundbeckii ingår i släktet Paradelia, och familjen blomsterflugor. Arten är reproducerande i Sverige.